# Yuki Fuke
Yuki Fuke (福家 勇輝 Fuke Yuki?), född 25 april 1991 i Kagawa prefektur, är en japansk fotbollsspelare.
Fuke började sin karriär 2014 i Kamatamare Sanuki. Han spelade 38 ligamatcher för klubben.